# فاكوندو باغنيس
فاكوندو باغنيس (بالإسبانية: Facundo Bagnis)‏ مواليد 27 فبراير 1990 في روساريو، الأرجنتين، هو لاعب كرة مضرب أرجنتيني يلعب باليد اليسرى بدأ مسيرته كمحترف عام 2007 ويحتل حالياً المرتبة رقم. 98 (8 سبتمبر 2014) في تصنيف رابطة محترفي كرة المضرب.

## روابط خارجية
- فاكوندو باغنيس على موقع رابطة محترفي التنس (الإنجليزية)
- فاكوندو باغنيس على موقع الاتحاد الدولي لكرة المضرب (الإنجليزية)
- فاكوندو باغنيس على موقع كأس ديفيز (الإنجليزية)
- فاكوندو باغنيس على موقع خلاصة التنس.كوم (الإنجليزية)
- فاكوندو باغنيس على موقع إي إس بي إن.كوم (الإنجليزية)
- فاكوندو باغنيس على موقع أوليمبيديا (الإنجليزية)